# Ghiacciaio Dobbratz
Il ghiacciaio Dobbratz (in inglese: Dobbratz Glacier) è un ghiacciaio situato sulla costa di Zumberge, nella parte occidentale della Terra di Ellsworth, in Antartide. In particolare, il ghiacciaio, il cui punto più alto si trova a circa 1.600 m s.l.m., si trova nella parte centro-settentrionale della dorsale Patrimonio, nelle Montagne di Ellsworth. Da qui, esso fluisce verso nord-est a partire dalla parte meridionale del versante orientale della scarpata White e scorrendo tra le colline Watlack, a nord, e i picchi Webers, a sud, fino ad unire il proprio flusso a quello del ghiacciaio Splettstoesser a cui giunge dopo essere stato ingrossato dal flusso del ghiacciaio Fendorf.

## Storia
Il ghiacciaio Dobbratz è stato mappato da una spedizione inviata nelle montagne di Ellsworth dall'Università del Minnesota nella stagione 1963-64. La stessa spedizione ha poi così battezzato il ghiacciaio in onore del maggiore Joseph Dobbratz, pilota del Corpo dei Marines che diede il proprio supporto alla spedizione.